# Lepidium barnebyanum
Lepidium barnebyanum är en korsblommig växtart som beskrevs av James Lauritz Reveal. Lepidium barnebyanum ingår i släktet krassingar, och familjen korsblommiga växter. Inga underarter finns listade i Catalogue of Life.